# Kvadrik
Kvadrik (tudi ploskev drugega reda) je poljubna {\displaystyle n\,}-razsežna hiperpovršina v {\displaystyle n-1\,} razsežnem prostoru, ki je geometrijsko mesto ničel (korenov) kvadratnega polinoma.
Splošna oblika kvadrika je definirana z algebrsko enačbo:
{\displaystyle \sum _{i,j=1}^{n+1}x_{i}Q_{ij}x_{j}+\sum _{i=1}^{n+1}P_{i}x_{i}+R=0\!\,,}
kjer so:
- {\displaystyle \{x_{1},x_{2},\ldots ,x_{n+1}\}\,} koordinate.

Enačbo se lahko napiše s pomočjo vektorskega in matričnega zapisa:
{\displaystyle xQx^{T}+Px^{T}+R=0\!\,,}
kjer je:
- {\displaystyle x=\{x_{1},x_{2},\ldots ,x_{n+1}\}\,} vrstični vektor
- {\displaystyle x^{T}\,} transponirana oblika vrstičnega vektorja {\displaystyle x\,} (dobi se stolpični vektor)
- {\displaystyle Q\,} matrika z razsežnostjo {\displaystyle (n+1)\times (n+1)\,}
- {\displaystyle P\,} vrstični vektor razsežnosti {\displaystyle n+1\,}
- {\displaystyle R\,} skalarna konstanta

## Evklidska ravnina in Evklidski prostor
Kvadriki v evklidski ravnini imajo razsežnost {\displaystyle n=1\,} in se imenujejo krivulje. Te vrste kvadriki so stožnice, ki se včasih imenujejo tudi koniki.
V evklidskem prostoru imajo kvadriki razsežnost {\displaystyle n=2\,} in se imenujejo kvadrične površine (površine drugega reda).
V naslednjem pregledu so prikazani izrojene (degenerirane) in neizrojene (nedegenerirane) kvadrične površine.
| Nedegenerirane kvadrične površine                          | Nedegenerirane kvadrične površine                                                | Nedegenerirane kvadrične površine |
| ---------------------------------------------------------- | -------------------------------------------------------------------------------- | --------------------------------- |
| elipsoid                                                   | {\displaystyle {x^{2} \over a^{2}}+{y^{2} \over b^{2}}+{z^{2} \over c^{2}}=1\,}  |                                   |
| sferoid (posebni primer elipsoida)                         | {\displaystyle {x^{2} \over a^{2}}+{y^{2} \over a^{2}}+{z^{2} \over b^{2}}=1\,}  |                                   |
| sfera (posebni primer sferoida)                            | {\displaystyle {x^{2} \over a^{2}}+{y^{2} \over a^{2}}+{z^{2} \over a^{2}}=1\,}  |                                   |
| eliptični paraboloid                                       | {\displaystyle {x^{2} \over a^{2}}+{y^{2} \over b^{2}}-z=0\,}                    |                                   |
| krožni paraboloid (posebni primer eliptičnega paraboloida) | {\displaystyle {x^{2} \over a^{2}}+{y^{2} \over a^{2}}-z=0\,}                    |                                   |
| hiperbolični paraboloid                                    | {\displaystyle {x^{2} \over a^{2}}-{y^{2} \over b^{2}}-z=0\,}                    |                                   |
| enodelni hiperboloid                                       | {\displaystyle {x^{2} \over a^{2}}+{y^{2} \over b^{2}}-{z^{2} \over c^{2}}=1\,}  |                                   |
| dvodelni hiperboloid                                       | {\displaystyle {x^{2} \over a^{2}}+{y^{2} \over b^{2}}-{z^{2} \over c^{2}}=-1\,} |                                   |
| Degenerirane kvadrične površine                            |                                                                                  |                                   |
| stožec                                                     | {\displaystyle {x^{2} \over a^{2}}+{y^{2} \over b^{2}}-{z^{2} \over c^{2}}=0\,}  |                                   |
| krožni stožec (posebni primer stožca)                      | {\displaystyle {x^{2} \over a^{2}}+{y^{2} \over a^{2}}-{z^{2} \over c^{2}}=0\,}  |                                   |
| eliptični valj                                             | {\displaystyle {x^{2} \over a^{2}}+{y^{2} \over b^{2}}=1\,}                      |                                   |
| krožni valj (posebni primer eliptičnega valja)             | {\displaystyle {x^{2} \over a^{2}}+{y^{2} \over a^{2}}=1\,}                      |                                   |
| hiperbolični valj                                          | {\displaystyle {x^{2} \over a^{2}}-{y^{2} \over b^{2}}=1\,}                      |                                   |
| parabolični valj                                           | {\displaystyle x^{2}+2ay=0\,}                                                    |                                   |